# Australische goudsnip
De Australische goudsnip (Rostratula australis) is een steltloperachtige uit de familie van de Goudsnippen (Rostratulidae). Het is een bedreigde, endemische vogelsoort in Australië. De vogel werd in 1838 door John Gould beschreven.

## Kenmerken
De vogel is 24 tot 30 cm lang. Het mannetje is gemiddeld kleiner (gewicht 106 tot 142 g) dan het vrouwtje (gewicht 119 tot 145 g). De vogel is egaler gekleurd dan de (gewone) goudsnip, met een donkerbruine kop en borst met een opvallende roomkleurige streep over de kruin en kommavormige vlek rond het oog. De buik is wit en dit wit loopt door als een soort halster tot over de schouder. De vleugel is donkergrijs met van dichtbij een ingewikkeld patroon. Bij het vrouwtje is van dichtbij nog meer tekening in het verenkleed. De snavel is bleekgrijs geleidelijk naar de punt toe meer roodachtig bruin, de ogen zijn donkerbruin en de poten zijn geelachtig tot licht olijfgroen gekleurd.

## Verspreiding en leefgebied
De Australische goudsnip is in draslanden van alle deelstaten van Australië waargenomen, maar het meest in oostelijk Australië, vooral in Queensland, New South Wales, Vicoria en het zuidoosten van Zuid-Australië. Veel lagere aantallen zijn in andere delen van het land soms waargenomen. Het leefgebied bestaat uit ondiepe zoetwatermoerassen op het vasteland. in de buurt van meren en rivieren maar ook kleiputten en andere kunstmatige draslanden die ontstaan rond irrigatieprojecten. De vogel nestelt in dichte vegetatie.

## Status
De Australische goudsnip heeft een beperkt verspreidingsgebied en daardoor is de kans op uitsterven aanwezig. De grootte van de populatie werd in 2022 door BirdLife International geschat op 270 tot 410 volwassen individuen en de populatie-aantallen nemen af door habitatverlies. Het leefgebied wordt aangetast door het droogleggen van moerassen en efficiënt irrigeren van land voor intensief agrarisch gebruik. Om deze redenen staat deze soort als bedreigd op de Rode Lijst van de IUCN.